# سیارک ۲۲۵۸۴
سیارک ۲۲۵۸۴ (به انگلیسی: 22584 Winigleason، نامگذاری:1998HP88) بیست و دو هزار و پانصد و هشتاد و چهارمین سیارک کشف شده‌است که در ۲۱ آوریل ۱۹۹۸ کشف شد.
قدر مطلق سیارک برابر ۱۲.۳ است.